# Red Hook Crit
Red Hook Crit è una corsa ciclistica di criterium che si svolge annualmente a Brooklyn dal 2008 e in altre città europee: Milano (il Red Hook Crit Milano) dal 2010, a Barcellona dal 2013 e a Londra dal 2015.
Ai corridori è permesso solo l'uso di biciclette a ruota fissa senza freni e per questo motivo spesso si verificano incidenti. Il circuito Red Hook Crit è sponsorizzato da Rockstar Games.
Dal 2014 ci sono corse separate per uomini e donne.